# Heather Angel
Heather Grace Angel (* 9. Februar 1909 in Oxford; † 13. Dezember 1986 in Santa Barbara, Kalifornien) war eine britische Schauspielerin.

## Leben
Heather Angel hatte ihren ersten Filmauftritt 1931 in der britisch-deutschen Co-Produktion City of Song an der Seite des polnischen Tenors Jan Kiepura. Ihre erste Hauptrolle spielte sie noch im gleichen Jahr in Night on Montmarte. Sie spielte in fünf Filmen der B-Krimireihe Bulldog Drummond. In den 1940er-Jahren übernahm sie Nebenrollen in zwei Filmen von Alfred Hitchcock: In Verdacht (1941) war sie als Dienstmädchen von Cary Grant und Joan Fontaine zu sehen und in Das Rettungsboot (1944) übernahm sie die Rolle der Mrs. Higgins, deren Baby bei einem Schiffsuntergang ums Leben kommt.
Neben ihren Filmauftritten in England und Hollywood lieh sie als Synchronsprecherin auch Figuren in Walt-Disney-Zeichentrickfilmen ihre Stimme. So ist sie in der Originalversionen von Alice im Wunderland und Peter Pan zu hören. Heather Angel war dreimal verheiratet: mit Henry Wilcoxon, Ralph Forbes und Robert B. Sinclair. Mit dem US-amerikanischen Fernsehregisseur Sinclair war sie von 1944 bis 1970 in dritter Ehe verheiratet. Sinclair wurde von einem Einbrecher im eigenen Hause vor den Augen seiner Ehefrau ermordet.

## Filmografie (Auswahl)
- 1931: City of Song
- 1933: Charlie Chans Meistertrick (Charlie Chan's Greatest Case)
- 1933: Pilgrimage
- 1933: Berkeley Square
- 1934: Orient Express
- 1935: Der Verräter (The Informer)
- 1935: The Mystery of Edwin Drood
- 1935: Die drei Musketiere (The Three Musketeers)
- 1936: Der Letzte der Mohikaner (The Last of the Mohicans)
- 1937: Portia on Trial
- 1938: Army Girl
- 1940: Stolz und Vorurteil (Pride and Prejudice)
- 1941: Lord Nelsons letzte Liebe (That Hamilton Woman)
- 1941: Verdacht (Suspicion)
- 1942: Time to Kill
- 1943: Cry "Havoc"
- 1944: Das Rettungsboot (Lifeboat)
- 1948: The Saxon Charm
- 1951: Alice im Wunderland (Alice in Wonderland; Stimme)
- 1953: Peter Pans heitere Abenteuer (Peter Pan; Stimme)
- 1958: Perry Mason (Fernsehserie, 1 Folge)
- 1962: Lebendig begraben (The Premature Burial)
- 1966–1971: Lieber Onkel Bill (Family Affair; Fernsehserie, 18 Folgen)
- 1975: Vergeltung in Nemo Town (Gone with the West)
- 1979: Weißes Haus, Hintereingang (Backstairs at the White House; Fernseh-Miniserie, 1 Folge)